# میمون‌های شنل‌پوش
میمون‌های شنل‌پوش (نام علمی: Cebidae) نام یک تیره از راسته نخستی‌سانان است.
در پژوهش آگوستین آگنولین (Agustín Agnolín) و فدریکو آگنولین (Federico Agnolín) نشان داده شده است که مجموعه ابزارهای سنگی ۵۰ هزار ساله‌ای که در منطقه پدرا فورادا ‌ در ایالت پیاوی کشور برزیل کشف شده بودند را میمون‌های «کپوچین» یا «شنل‌پوشیان» ساخته‌اند. پیش‌تر گمان می‌رفت این ابزارهای سنگی را انسان‌هایی ساخته‌اند که پیش از مردم کلوویس در آمریکای شمالی زندگی می‌کردند. 
- خانواده Cebidae: capuchins و squirrel monkeysکپوچین پیشانی‌سفید (Cebus albifrons)
  - زیرخانواده میمون کپوچین
    - سرده میمون کپوچین نازک‌اندام
      - کپوچین کاپوری, Cebus kaapori

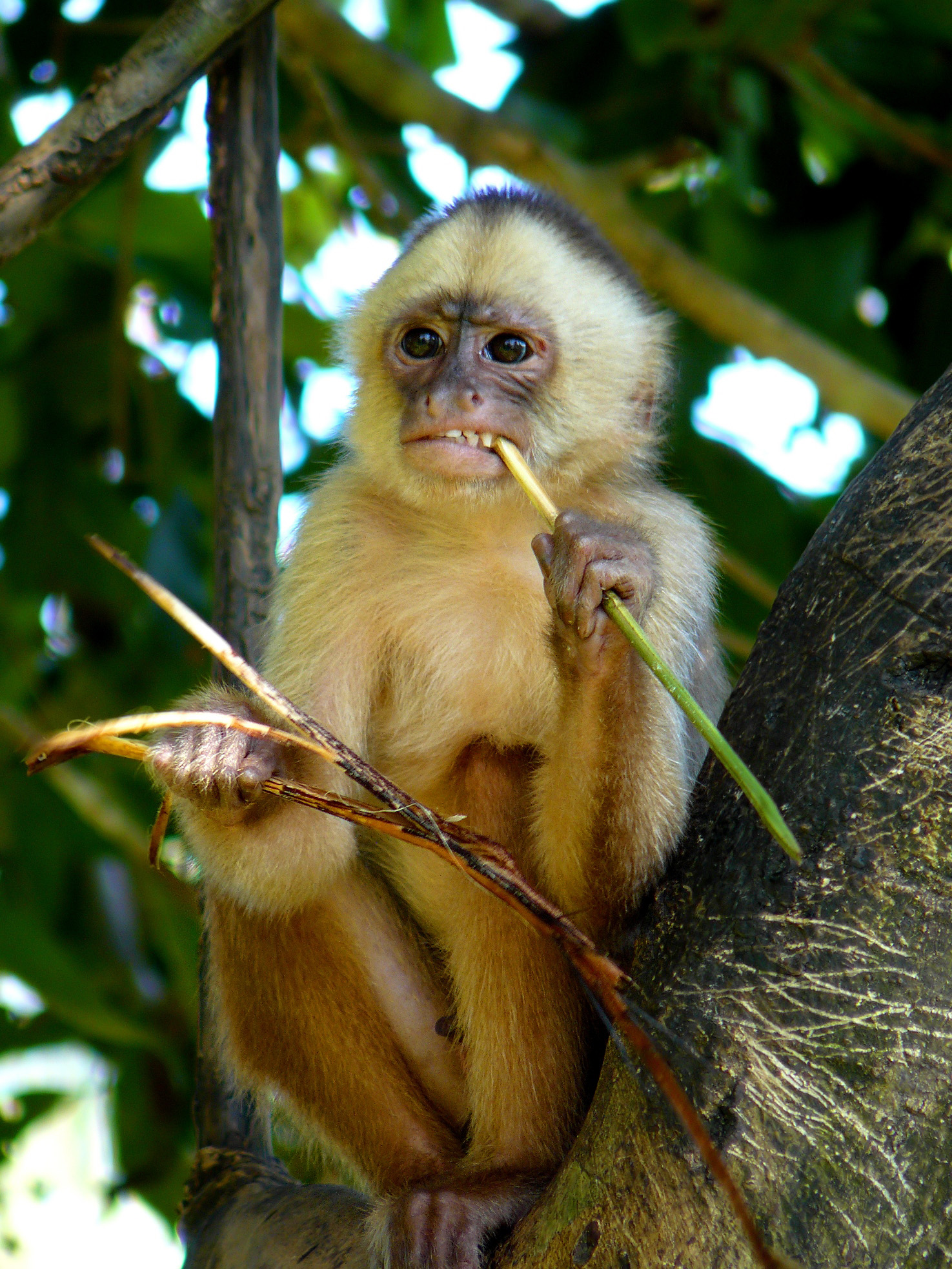
کپوچین پیشانی‌سفید (Cebus albifrons)

      - Wedge-capped Capuchin, Cebus olivaceus
      - کپوچین سرسفید, Cebus capucinus
      - کپوچین پیشانی‌سفید, Cebus albifrons

    - سرده میمون کپوچین ستبر
      - کپوچین سیاه‌نواری, Sapajus libidinosus
      - کپوچین سیاه, Sapajus nigritus
      - کپوچین طلایی, Sapajus flavius
      - کپوچین شکم‌طلایی, Sapajus xanthosternos
      - کپوچین کاکلی, Sapajus apellaخزمیمون معمولی (Saimiri sciureus)

  - زیرخانواده خزمیمون
    - سرده خزمیمون

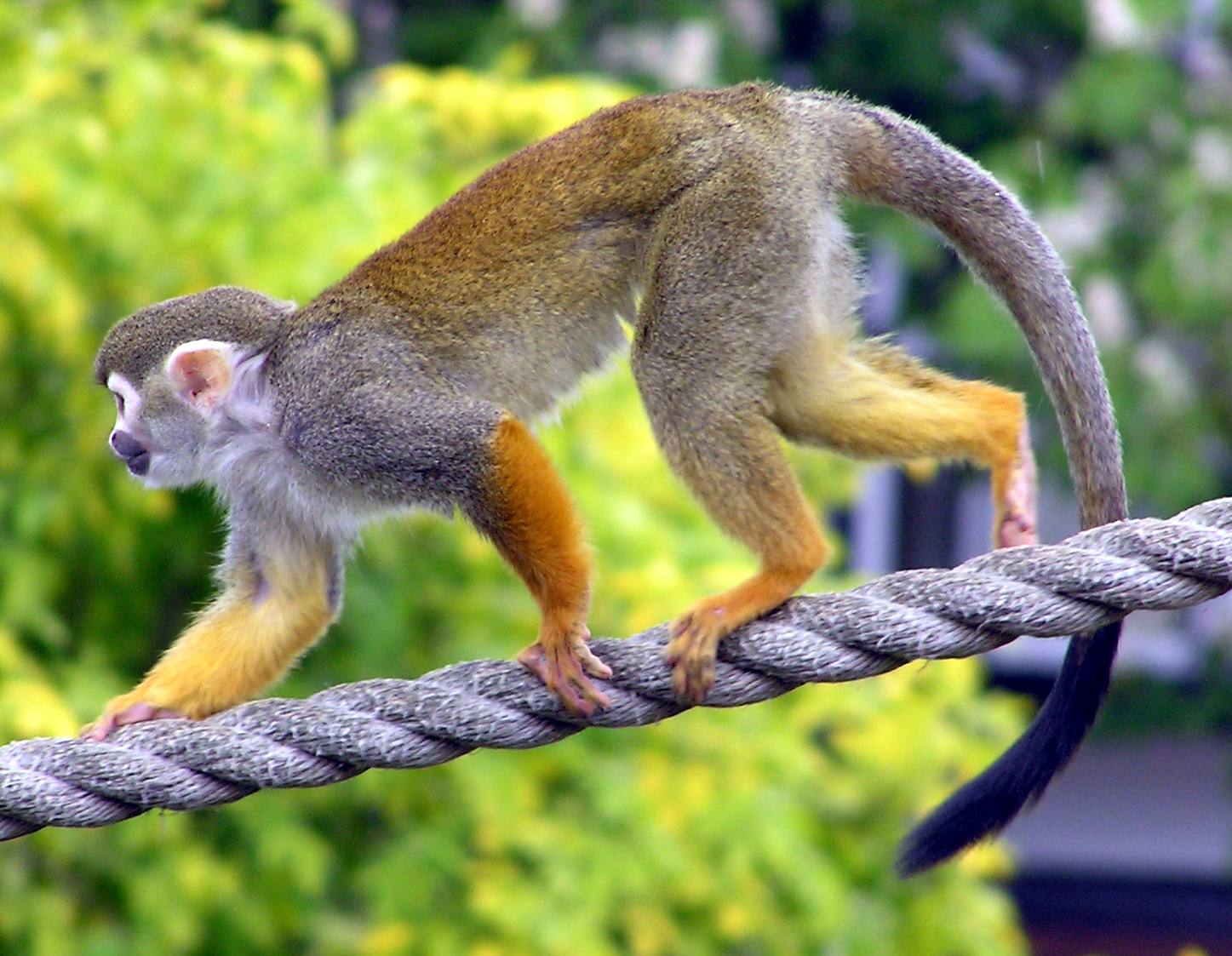
خزمیمون معمولی (Saimiri sciureus)

      - خزمیمون گوش‌برهنه, Saimiri ustus
      - خزمیمون سیاه, Saimiri vanzolini
      - خزمیمون کلاه‌سیاه, Saimiri boliviensis
      - خزمیمون آمریکای مرکزی, Saimiri oerstedi
      - خزمیمون معمولی, Saimiri sciureus